# 美國撲克牌公司
美國撲克牌公司（英語：United States Playing Card Company,通稱為USPCC）是美國大型撲克牌生產商和分銷商。它成立於1867年，其前身為羅素摩根公司，並於1885年成為現今的USPCC。其眾多品牌包括 Bicycle、Bee、Tally-Ho、Congress、Aviator、Aristocrat、Mohawk、Maverick、KEM、Hoyle 和 Fournier。  它還生產新穎和定制的撲克牌，以及籌碼等其他配件。幾十年來，該公司總部位於俄亥俄州辛辛那提，但自2009年起至現在總部位於肯塔基州厄蘭格辛辛那提郊區。

## 備註
1. ↑  Flaherty, Joseph. . Wired. February 7, 2013  [July 23, 2018]. （原始内容存档于August 13, 2016）.

## 外部連結
- 官方网站